# Sanel Kuljić
Sanel Kuljić (ur. 10 października 1977 w Grödig) – austriacki piłkarz bośniackiego pochodzenia grający na pozycji napastnika. Od 2018 roku zawodnik BWH Hörndlwald.

## Reprezentacja
Kuljić to wielokrotny reprezentant Austrii. W 20 meczach dla swojego kraju, zdobył 3 bramki. Zawodnik nie znalazł się jednak w kadrze austriackiej na EURO 2008.